# پتروویچی
پتروویچی (به لاتین: Petrovići) یک منطقهٔ مسکونی در مونته‌نگرو است که در شهرداری نیکشیچ واقع شده‌است. پتروویچی ۱۶۳ نفر جمعیت دارد.